# Campionato Rondoniense
Il Campeonato Rondoniense è il campionato di calcio dello stato di Rondônia, in Brasile. È organizzato dal 1945 (anche se fino al 1991 era amatoriale) dalla Federação de Futebol do Estado de Rondônia (FFER).

## Stagione 2022
- Genus (Porto Velho)
- Pimentense (Pimenta Bueno)
- Porto Velho (Porto Velho)
- Real Ariquemes (Ariquemes)
- Rondoniense (Porto Velho)
- União Cacoalense (Cacoal)

## Albo d'oro

### Era amatoriale
- 1945 Ypiranga
- 1946 Ferroviário
- 1947 Ferroviário
- 1948 Ferroviário
- 1949 Ferroviário
- 1950 Ferroviário
- 1951 Ferroviário
- 1952 Ferroviário
- 1953 Ferroviário
- 1954 Moto Clube
- 1955 Ferroviário
- 1956 Flamengo
- 1957 Ferroviário
- 1958 Ferroviário
- 1959 Ypiranga
- 1960 Flamengo

- 1961 Flamengo
- 1962 Flamengo
- 1963 Ferroviário
- 1964 Ypiranga
- 1965 Flamengo
- 1966 Flamengo
- 1967 Flamengo
- 1968 Moto Clube
- 1969 Moto Clube
- 1970 Ferroviário
- 1971 Moto Clube
- 1972 Moto Clube
- 1973 São Domingos
- 1974 Botafogo
- 1975 Moto Clube
- 1976 Moto Clube

- 1977 Moto Clube
- 1978 Ferroviário
- 1979 Ferroviário
- 1980 Moto Clube
- 1981 Moto Clube
- 1982 Flamengo
- 1983 Flamengo
- 1984 Ypiranga
- 1985 Flamengo
- 1986 Ferroviário
- 1987 Ferroviário
- 1988 non disputato
- 1989 Ferroviário
- 1990 non disputato

## Titoli per squadra
Le squadre contrassegnate da un asterisco (*) non sono più attive.
| Squadra           | Città           | Titoli     | Titoli         | Titoli |
| Squadra           | Città           | Amatoriali | Professionisti | Totale |
| ----------------- | --------------- | ---------- | -------------- | ------ |
| Ferroviário *     | Porto Velho     | 17         | 0              | 17     |
| Flamengo *        | Porto Velho     | 10         | 0              | 10     |
| Moto Clube        | Porto Velho     | 10         | 0              | 10     |
| Ji-Paraná         | Ji-Paraná       | 0          | 9              | 9      |
| Vilhena           | Vilhena         | 0          | 5              | 5      |
| Ypiranga *        | Porto Velho     | 5          | 0              | 5      |
| Ulbra Ji-Paraná * | Ji-Paraná       | 0          | 3              | 3      |
| Porto Velho       | Porto Velho     | 0          | 3              | 3      |
| Real Ariquemes    | Ariquemes       | 0          | 3              | 3      |
| SE Ariquemes      | Ariquemes       | 0          | 2              | 2      |
| União Cacoalense  | Cacoal          | 0          | 2              | 2      |
| Botafogo *        | Porto Velho     | 1          | 0              | 1      |
| CFA               | Porto Velho     | 0          | 1              | 1      |
| Espigão           | Espigão d'Oeste | 0          | 1              | 1      |
| Guajará           | Guajará-Mirim   | 0          | 1              | 1      |
| Genus             | Porto Velho     | 0          | 1              | 1      |
| Rondoniense       | Porto Velho     | 0          | 1              | 1      |
| Vilhenense        | Vilhena         | 0          | 1              | 1      |
| São Domingos *    | Porto Velho     | 1          | 0              | 1      |